# ビンゴカンタ
ビンゴカンタ（欧字名:Bingo Kanta、1980年4月5日－1986年8月24日）は、日本の競走馬 。
叔父に皐月賞馬ビンゴガルー、従妹に桜花賞馬アラホウトクがいるという良血統。三冠馬ミスターシービーと同世代で、皐月賞4着、東京優駿3着、菊花賞2着の成績があるが、重賞は未勝利に終わった。

## 戦績

### 3歳時
1980年4月5日、北海道新冠町のアラキファームで誕生したビンゴカンタは1982年8月、新潟での新馬戦で美浦の鈴木清厩舎よりデビューした。新馬戦の鞍上は大崎昭一で3着だった。
続く翌週、連闘でまた新馬戦に出走、増沢末夫が騎乗して3着だったが岡部幸雄が騎乗した9月の中山での未勝利戦で初勝利を挙げた。
その後、ビンゴカンタはりんどう賞（400万下）では4着も、いちょう特別（400万下）をコースレコードで勝ったのに続いてオープンも勝ち、東京で2連勝し一躍クラシック候補に名を連ねた。夏の終わりのデビュー以降、秋シーズンのみで3勝したが、結果的にこれがビンゴカンタにとって最後の勝利となった。
そして、朝日杯3歳ステークスでは1番人気に推されるも6着に終わり、7戦3勝でこの年を終えている。

### 4歳時
1983年、ビンゴカンタは岡部幸雄を鞍上に弥生賞から始動したが7着と掲示板すら載れずに終わった。先の朝日杯の大敗とも相俟って、続くクラシック第1戦の皐月賞は10番人気まで人気を落としたが、それに反発するように4着と好走。日本ダービーも7番人気ながら3着と好走し、春シーズンを終えた。
秋はオールカマーから始動して2着に入ると、続く菊花賞も2着と好走した。この菊花賞に勝ったミスターシービーはこの年、1964年のシンザン以来19年振り3頭目の牡馬クラシック3冠を達成した。
その後、ビンゴカンタは有馬記念に出走。2番人気に推されるも、勝ったリードホーユーから1.2秒離された12着と大敗を喫し本年を終えている。この年、ビンゴカンタは重賞2着が2度あり、同じく春のクラシックで好走したメジロモンスニーと共にクラシック戦線を盛り上げたものの、結局は6戦0勝に終わっている。

### 5歳時
1984年、この年からJRAはグレード制を導入したが、古馬となったビンゴカンタは新たにGⅡに格付けされたアメリカジョッキークラブカップから始動した。本来は芝のレースだがこの年は雪によりダートに変更された不運もあって3着、続く中山記念では前年未勝利でありながら1番人気に推されるもまたも3着となりその後休養に入った。
秋は前年2着と好走したオールカマーから始動したが、休み明けが祟って8着に終わる。その後のオープン特別の府中ステークスでは再び1番人気に推されるも3着、続くアルゼンチン共和国杯では鞍上を新馬戦で騎乗した大崎昭一を据えて挑むも4着に終わり年間で5戦0勝だった。

### 6歳時
1985年、ビンゴカンタは中山記念から始動。鞍上を2戦目で騎乗した増沢末夫を据えて挑むも5着に終わり、夏まで休養することになった。
夏は関屋記念から始動、鞍上に蛯沢誠治を据えたこのレースでビンゴカンタは2番人気に推されたが6着に終わった。続くオールカマーでは鞍上を岡部に戻したがまたも6着に終わり、遂に1400万下に降格した。1400万下に降格後初戦のトパーズステークスは出走取消となり、ビンゴカンタはこの年3戦0勝で終えている。

### 7歳時
1986年、ビンゴカンタが復帰したのは6月の東京、1400万条件戦の水無月賞だった。鞍上を蛯沢に戻したこのレースで約3年半近く未勝利ながら5度目の1番人気に推されるも7着に終わった。
続く1400万条件戦の阿武隈特別は2番人気で6着、格上挑戦で七夕賞へ出走するも5着、関屋記念でも4着と勝てなかったビンゴカンタは、この年5戦目となった8月24日の新潟記念でレース中に骨折して競走を中止し予後不良、安楽死となった。
通算成績は26戦3勝、デビュー年の1982年に6戦目で勝利を上げて以降、実に4年近く走り続けるも遂に条件戦含め1勝も挙げられなかった上、1983年の菊花賞以降は2着さえ1度もなく掲示板が精一杯だった一方で、牡馬クラシック三冠レースで度々好走してクラシック戦線を盛り上げたりするなどしており、長く未勝利が続く中でも度々上位人気に推される事もあった。

## 主な戦績
- 1983年
  - 2着 - 菊花賞、オールカマー
  - 3着 - 東京優駿
- 1984年
  - 3着 - アメリカジョッキークラブカップ、中山記念、府中ステークス

## 血統表
| ビンゴカンタの血統                             | ビンゴカンタの血統                             | ビンゴカンタの血統                             | （血統表の出典）                               | （血統表の出典） |
| 父系                                           | エルバジェ系                                   | エルバジェ系                                   | エルバジェ系                                   | [ § 2 ]          |
| 父 *コインドシルバー Coined Silver 1974 黒鹿毛 | 父の父Herbager 1956 鹿毛                       | Vandale                                        | Plassy                                         | Plassy           |
| 父 *コインドシルバー Coined Silver 1974 黒鹿毛 | 父の父Herbager 1956 鹿毛                       | Vandale                                        | Vanille                                        |                  |
| 父 *コインドシルバー Coined Silver 1974 黒鹿毛 | 父の父Herbager 1956 鹿毛                       | Flagette                                       | Escamillo                                      | Escamillo        |
| 父 *コインドシルバー Coined Silver 1974 黒鹿毛 | 父の父Herbager 1956 鹿毛                       | Flagette                                       | Fidgette                                       |                  |
| 父 *コインドシルバー Coined Silver 1974 黒鹿毛 | 父の母Silver Coin 1965 黒鹿毛                  | Never Bend                                     | Nasrullah                                      | Nasrullah        |
| 父 *コインドシルバー Coined Silver 1974 黒鹿毛 | 父の母Silver Coin 1965 黒鹿毛                  | Never Bend                                     | Lalun                                          |                  |
| 父 *コインドシルバー Coined Silver 1974 黒鹿毛 | 父の母Silver Coin 1965 黒鹿毛                  | Silver Spoon                                   | Citation                                       | Citation         |
| 父 *コインドシルバー Coined Silver 1974 黒鹿毛 | 父の母Silver Coin 1965 黒鹿毛                  | Silver Spoon                                   | Silver Fog                                     |                  |
| 母 ユウコ 1973 鹿毛                            | 母の父*ニルコス Nyrcos 1960 芦毛               | La Varende                                     | Blue Moon                                      | Blue Moon        |
| 母 ユウコ 1973 鹿毛                            | 母の父*ニルコス Nyrcos 1960 芦毛               | La Varende                                     | Cappellina                                     |                  |
| 母 ユウコ 1973 鹿毛                            | 母の父*ニルコス Nyrcos 1960 芦毛               | First One                                      | Suzerain                                       | Suzerain         |
| 母 ユウコ 1973 鹿毛                            | 母の父*ニルコス Nyrcos 1960 芦毛               | First One                                      | Lang Syne                                      |                  |
| 母 ユウコ 1973 鹿毛                            | 母の母フラワースウィース 1966 鹿毛             | *パーソロン                                    | Milesian                                       | Milesian         |
| 母 ユウコ 1973 鹿毛                            | 母の母フラワースウィース 1966 鹿毛             | *パーソロン                                    | Paleo                                          |                  |
| 母 ユウコ 1973 鹿毛                            | 母の母フラワースウィース 1966 鹿毛             | *トリーティ                                    | Pipe of Peace                                  | Pipe of Peace    |
| 母 ユウコ 1973 鹿毛                            | 母の母フラワースウィース 1966 鹿毛             | *トリーティ                                    | No Risk                                        |                  |
| 母系(F-No.)                                    | 4号族(FN:4-l)                                  | 4号族(FN:4-l)                                  | 4号族(FN:4-l)                                  | [ § 3 ]          |
| 5代内の近親交配                                | Firdaussi5×5＝6.25%、Pladda・Hegemon5×5＝6.25% | Firdaussi5×5＝6.25%、Pladda・Hegemon5×5＝6.25% | Firdaussi5×5＝6.25%、Pladda・Hegemon5×5＝6.25% | [ § 4 ]          |
| 出典                                           | 1. 2. 3. 4.                                    | 1. 2. 3. 4.                                    | 1. 2. 3. 4.                                    | 1. 2. 3. 4.      |